# تعطیلات مسیحی

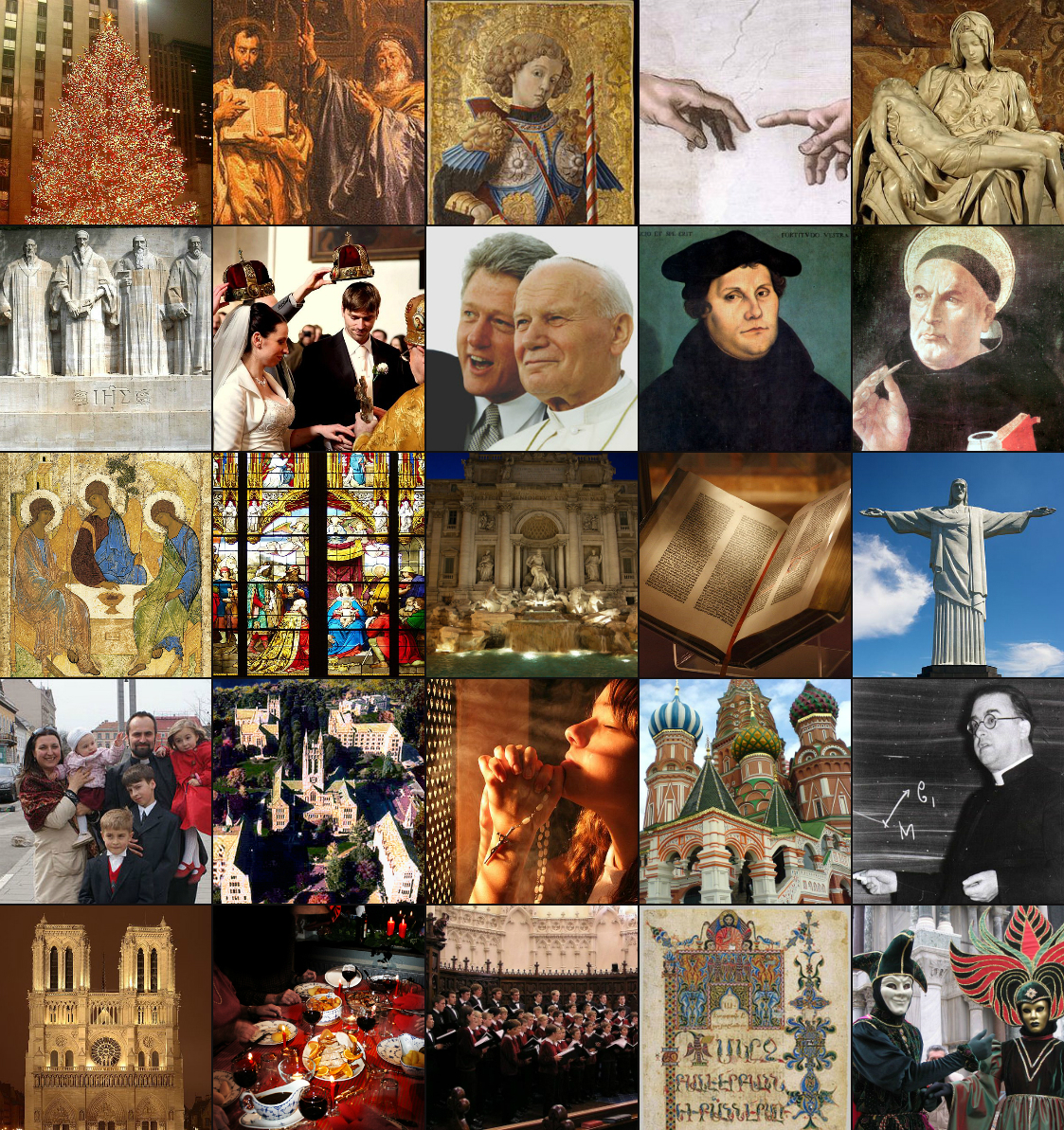
فرهنگ و آداب مسیحی

تعطیلات مسیحی، تقویم مقدس و همچنین تقویم عبادی سال کلیسا یا سال مسیحی و نیز تقویمانگلیسی: Liturgical yearشامل چرخهٔ فصل‌های سالانهٔ مذهبی در کلیساهای مسیحی است که روزهای عید، از جمله جشن‌های قدیسین است که تعیین می‌کند در چه زمانی برگزار می‌شود، کدام بخش از کتاب مقدس در یک چرخه سالانه یا چرخه چند ساله خوانده می‌شود.
رنگ‌های مذهبی مشخصی ممکن است در ارتباط با فصل‌های مختلف سال مذهبی ظاهر شوند. تاریخ اعیاد بین کلیساهای مختلف تا حدودی متفاوت است، اگرچه ترتیب و منطق تا حد زیادی یکسان است.

تقویم عبادی مسیحی برخی از کلیساهای غربی، که نشانگر ایام با رنگ‌های مذهبی است.

## چرخه زمانی
چرخه عبادت، سال را به یک سری از فصل‌ها تقسیم می‌کند که هر یک از آنها حال و هوای ویژهٔ خود را دارند، کلامی تأکیدات و حالت‌های دعا که می‌توان با روش‌های مختلفی برای تزئین کلیساها، رنگ‌ها را نشان داد. اصول و جلب برای روحانیت، قرائت کتاب مقدس، مضامین موعظه و حتی سنت‌ها و روال‌های مختلفی که اغلب شخصاً یا در خانه مشاهده می‌شود.
در کلیساهایی که پیرو سال راسخ سالروز هستند متن‌های مربوط به کتاب مقدس برای هر یکشنبه (و حتی هر روز از سال در برخی از روایات) در یک سخنرانی تأکید شده‌است. بعد از اصلاحات پروتستانی، آنگلیکان‌ها و لوتریان‌ها همچنان در پی سخنرانی مراسم رومی را اجرا کردند.  به دنبال تصمیم شورای دوم واتیکان، کلیسای کاتولیک که این سخنرانی را در سال ۱۹۶۹ مورد تجدید نظر قرار داد چرخهٔ سه سالهٔ قرائت برای یکشنبه‌ها و یک چرخهٔ دو ساله را برای روزهای هفته اتخاذ کرد. 

## تقویم‌های کتاب مقدس
محققان در این مورد که آیا تقویم‌های مورد استفادهٔ یهودیان قبل از تبعید بابل خورشیدی (بر اساس بازگشت همان موقعیت نسبی بین خورشید و زمین)، شمسی قمری (بر اساس ماه‌هایی که با چرخهٔ ماه مطابقت دارد، با در نظر گرفتن ماه‌های با دورهٔ اضافی برای بازگشت تقویم به همخوانی با چرخهٔ خورشیدی)؛ مانند گاه‌شماری عبری کنونی، با ماه‌های اضافی دوره ای برای برگرداندن تقویم با چرخه خورشیدی) مانند تقویم امروزی یهودیان هیلل دوم، یا ماه مطلقاً قمری، مانند گاه‌شماری هجری قمری، توافق ندارند.